# Etnomusicologie
Etnomusicologie is de studie van muziek in zijn culturele context. Vaak wordt het begrip vernauwd tot het bestuderen van de volksmuziek van de verschillende etnische groeperingen, maar etnomusicologie bestudeert eveneens de westerse muziek vanuit een antropologisch standpunt. De etnomusicologie en de organologie overlappen elkaar voor een deel.

## Internationale etnomusicologen
- August Heinrich Hoffmann von Fallersleben 1798-1874
- Alexander Ellis 1814-1890
- Carl Stumpf 1848-1936
- Komitas Vardapet 1869-1935
- Erich von Hornbostel 1877-1935
- Béla Bartók 1881-1945
- Curt Sachs 1881-1959
- Zoltán Kodály 1882-1967
- Ottavio Tiby (1891-1955)
- Harry Brauner 1908-1988
- Alan Lomax 1915-2002
- Komal Kothari 1929-2004
- Hollis Liverpool 1941
- Habib Yammine 1956

Bartók en Kodály brachten samen als eersten de volksmuziek van Hongarije en Roemenië in kaart.

## Vlaamse en Nederlandse etnomusicologen
- Jan Frans Willems 1793-1846
- Edmond de Coussemaker 1805-1876
- Ferdinand Snellaert 1809-1872
- Eusèbe Feys 1819-1906
- Florimond van Duyse 1843-1910
- Lambrecht Lambrechts 1865-1932
- Jaap Kunst 1891-1960, bedenker van de naam etno-musicologie, baanbrekende studie van de muziek in Indonesië
- Albert Boone 1917-2007

## Websites
- DEKKMMA. Digitalisatie van het Etnomusicologisch Klankarchief van het Koninklijk Museum voor Midden-Afrika
- Zuiderpershuis in Antwerpen. Woordenboek. gearchiveerd